# Karen Susman
Karen Hantze Susman (San Diego, California, Estados Unidos, 11 de diciembre de 1942) es una extenista estadounidense.
El auge de su carrera deportiva lo alcanzó en 1962 al vencer en la final individual de. Campeonato de Wimbledon, a Věra Suková.

## Títulos del Grand Slam
- 1961 Wimbledon dobles femeninos junto a Billie Jean Moffitt
- 1962 Wimbledon individual
- 1962 Wimbledon dobles femeninos junto a Billie Jean Moffitt
- 1964 US Open dobles femeninos junto a Billie Jean Moffitt